# Constantino Paleólogo (sebasto)
Constantino Paleólogo (en griego: Κωνσταντίνος Παλαιολόγος) fue un aristócrata bizantino de mediados del siglo XII, hermano del gran heteriarca Jorge Paleólogo.
La información sobre Constantino Paleólogo es extremadamente escasa: su nombre está atestiguado en los registros de los sínodos celebrados el 12 y 13 de mayo de 1157 y el 6 de marzo de 1166, donde aparece solo con el rango de pansebasto sebasto (el más glorioso sebasto) y es mencionado como hermano del gran heteriarca Jorge Paleólogo, de lo que se sigue que Constantino era hijo del sebasto Alejo Paleólogo y su esposa Ana Comneno.
A pesar del alto rango honorario de pansebasto sebasto con el que se atestigua que Constantino, las fuentes no contienen información sobre ningún cargo militar o cortesano que pudiera haber ocupado que fuera consistente con su alto rango y su presencia en eventos importantes como los sínodos imperiales.
Se supone que Constantino fue corresponsal de Miguel Glicas, de quien recibió cuatro homilías dedicadas a las Sagradas Escrituras. La primera lleva la dedicatoria «Al señor pansebasto sebasto Constantino Paleólogo».
A Constantino se le asocia con el propietario de dos sellos de plomo con una imagen de san Jorge y una inscripción métrica en la leyenda, uno de los cuales se conserva en el Museo de Arte Vogt.
Constantino se identifica con el destinatario de una carta de la correspondencia de un monje anónimo del Monte Athos de la primera mitad del siglo XII, contenida en el códice Athos Pantocrator 120. La carta en cuestión (n.º 17) está dirigida al monje Constantino Paleólogo. Su transcripción se encuentra en el llamado Codex Vindobonensis philol. gr. 321 de la segunda mitad del siglo XIII, donde el copista atribuyó su autoría a Miguel Pselo. Del contenido de la carta se desprende que Constantino Paleólogo fue monje en la isla de Plati. Se supone que terminó su vida como monje en esta isla.